# Kommunala arbetsmarknadsverket
Kommunala arbetsmarknadsverket (KA, finska: Kunnallinen työmarkkinalaitos) är den finländska kommunsektorns arbetsgivarorganisation, som sedan 1993 har varit en del av Finlands kommunförbund. 
Verkets föregångare Kommunala avtalsdelegationen inledde sin verksamhet 1970, i samband med att lagen om kommunala tjänstekollektivavtal, lagen om kommunala arbetskollektivavtal och lagen om kommunala avtalsdelegationen trädde i kraft. År 1987 skedde omställningar i organisationen, och då ändrades avtalsdelegationens namn till Kommunala arbetsmarknadsverket. Delegationen består av 11 medlemmar, som (jämte två personliga ersättare för varje medlem) förordnas av inrikesministeriet för fyra kalenderår i sänder. Medlemmar och ersättare förordnas bland personer som föreslagits av kommunernas centralorganisationer. Delegationen väljer inom sig en ordförande och högst två vice ordförande. 
Kommunala arbetsmarknadsverket är en av arbetsmarknadens centralorganisationer och representerar de kommunala arbetsgivarna i de riksomfattande inkomstpolitiska förhandlingarna. Organisationen förhandlar och avtalar på kommunernas och samkommunernas vägnar om tjänste- och arbetskollektivavtal för de kommunalt anställda. Det bevakar alla 348 finländska kommuners och 164 samkommuners (2009) intressen i arbetsmarknadsfrågor, en sektor med drygt 437 000 tjänsteinnehavare och anställda. Kommunala arbetsmarknadsverket tjänstgör vidare som redaktion för tidskriften Kuntatyönantaja (grundad 1972) som utkommer med sex nummer per år.